# Mihklirahu
Mihklirahu ist eine unbewohnte Insel Estlands, 35 Meter von der größten estnischen Insel Saaremaa entfernt. Die Insel liegt in der Landgemeinde Saaremaa im Kreis Saare. Die 1,9 Hektar große Insel gehört zum Nationalpark Vilsandi.